# Терамен
Терамен (на старогръцки: Θηραμένης, Theramenes * ок. 455 пр.н.е., † 404 пр.н.е.) е политик и генерал на Древна Атина по времето на Пелопонеската война (431–404 пр.н.е.).
Той е син на атинския стратег Хагнон. Възпитаван е под влиянието на софиста Продикос.
През 410 пр.н.е. град Пидна отпада от Древна Македония. Терамен помага на македонския цар Архелай I и те унищожават града, който е основан отново малко по-далеч от брега.
През 406 пр.н.е. като триерарх той участва в победоносната битка при Аргинуските острови. През 405–404 пр.н.е. той преговаря със спартанеца Лисандър за капитолацията на Атина.
След капитулацията на Атина той е член на олигархическата диктатура и влиза в конфликт с Критий, който нарежда неговото осъждане на смърт през 404 пр.н.е.